# Arthur Machado
Arthur Machado (né en 1909 à Niterói au Brésil et mort le 20 février 1997) était un joueur de football brésilien.

## Biographie
Durant sa carrière de joueur, Machado ne joue que dans le championnat du Brésil (Portuguesa, Fluminense, Comercial-SP, et le Juventus-SP).
Il joue aussi en international avec le Brésil, disputant la coupe du monde 1938 en France.

## Palmarès

### Club
- Champion carioca à cinq reprises avec Fluminense en 1936, 1937, 1938, 1940 et 1941.